# روبرت ستيرنبرغ
روبرت ستيرنبرغ (مواليد 8 ديسمبر 1949) (بالإنجليزية: Robert Sternberg)‏ عالم نفسي أمريكي. وهو أستاذ التنمية البشرية بجامعة كورنيل. قبل انضمامه إلى كورنيل، كان ستيرنبرغ رئيسًا لجامعة وايومنغ. كما كان عميدا وأستاذا بجامعة ولاية أوكلاهوما، وعميدا للآداب والعلوم في جامعة تافتس، وأستاذ علم النفس والتعليم بجامعة ييل. وهو عضو في هيئات تحرير العديد من المجلات، بما في ذلك جريدة عالم نفس أمريكي. وكان الرئيس السابق لجمعية علم النفس الأمريكية.
تشمل أبحاثه الأشكال المختلفة للذكاء الإنساني، والقياس النفسي.